# Анджапаридзе, Зураб Иванович
Зура́б Ива́нович Анджапари́дзе (груз. ზურაბ ივანეს ძეანჯაფარიძე; 12 апреля 1928, Кутаиси — 12 апреля 1997, Тбилиси) — советский, грузинский и российский оперный певец (лирико-драматический тенор), театральный режиссёр, педагог. Народный артист СССР (1966).

## Биография
Зураб Анджапаридзе родился 12 апреля 1928 года в Кутаиси (Грузия).
В 1952 году окончил Тбилисскую консерваторию им. В. Сараджишвили (класс Д. Я. Андгуладзе).
В 1952—1959 и с 1970 года — солист Грузинского театра оперы и балета имени З. П. Палиашвили в Тбилиси. В 1979—1982 годах — директор театра.
В 1959—1970 годах — солист Большого театра в Москве.
Выступал на концертной эстраде, в репертуаре романсы П. И. Чайковского, Н. А. Римского-Корсакова, С. В. Рахманинова, неаполитанские песни, вокальные циклы О. В. Тактакишвили.
Работал как режиссёр. Ставил оперные спектакли в Кутаисском оперном театре, Армянском театре оперы и балета им. А. Спендиарова в Ереване.
С 1958 года гастролировал за рубежом: Чехословакия, Болгария, Италия, Франция, Югославия, Канада, Румыния, Польша, Греция.
Записывался на грампластинки.
С 1972 года — преподаватель Тбилисской консерватории им. В. Сараджишвили (с 1984 — профессор), затем заведующий кафедрой музыкальных дисциплин Тбилисского театрального института им. Ш. Руставели.
Был членом жюри международных конкурсов вокалистов, в том числе V Международного конкурса им. П. Чайковского (Москва, 1974). Первый председатель Международного конкурса им. Д. Андгуладзе (Батуми, 1996).
Делегат XXIV съезда КПСС.

Могила Анджапаридзе

Скончался в Тбилиси в день своего 69-летия. Похоронен в сквере Грузинского оперного театра им. З. П. Палиашвили рядом с корифеями грузинской оперной музыки З. Палиашвили и В. Сараджишвили.
Первая жена — пианистка и музыкальный педагог Иветта Бахтадзе, дочь — пианистка Этери Анджапаридзе.

## Звания и награды
- II премия конкурса вокалистов IV Всемирного фестиваля молодежи и студентов в Москве (1957)
- Заслуженный артист Грузинской ССР (1958)
- Народный артист Грузинской ССР (1961)[7]
- Народный артист СССР (1966)
- Государственная премия Грузинской ССР им. 3. Палиашвили (1971)
- Орден Чести (1993)[8]
- Орден Октябрьской Революции (1981)
- Орден Трудового Красного Знамени (1971)
- Почётный гражданин Тбилиси (1987)

## Творчество

### Вокальные партии
Грузинский театр оперы и балета им. З. П. Палиашвили
- «Абесалом и Этери» З. П. Палиашвили — Абесалом
- «Даиси» З. П. Палиашвили — Малхаз
- «Алеко» С. В. Рахманинова — молодой цыган
- «Латавра» З. П. Палиашвили — Гурам
- «Миндия» О. В. Тактакишвили — Миндия
- «Арсен» А. И. Букия — Арсен
- «Невеста севера» Д. А. Торадзе — Иванэ Эристави
- «Баши-Ачуки» А. П. Кереселидзе — Баши-Ачуки
- «Отелло» Дж. Верди — Отелло
- «Паяцы» Р. Леонкавалло — Канио
- «Сельская честь» П. Масканьи — Турриду
- 1970 — «Пиковая дама» П. И. Чайковского — Герман
- 1970 — «Дон Карлос» Дж. Верди — Дон Карлос
- 1973 — «Кармен» Ж. Бизе — Хозе
- 1977 — «Тоска» Дж. Пуччини — Каварадосси

Большой театр
- 1958 — «Пиковая дама» П. И. Чайковского — Герман
- 1958 — «Иоланта» П. И. Чайковского — Водемон
- 1959 — «Травиата» Дж. Верди — Альфред
- 1959 — «Аида» Дж. Верди — Радамес
- 1959 — «Кармен» Ж. Бизе — Хозе
- 1960 — «Риголетто» Дж. Верди — Герцог
- 1961 — «Фауст» Ш. Ф. Гуно — Фауст
- 1963 — «Дон Карлос» Дж. Верди — Дон Карлос
- 1964 — «Борис Годунов» М. П. Мусоргского — Самозванец

### Постановки
Кутаисский оперный театр
- 1979 — «Миндия» О. В. Тактакишвили
- 1981 — «Лела» Р. И. Лагидзе
- 1988 — «Даиси» З. П. Палиашвили

### Фильмография
- 1960 — Пиковая дама (фильм-опера) — вокал, партия Германа
- 1963 — Иоланта (фильм-опера) — вокал, партия Водемона
- 1966 — Абесалом и Этери (фильм-опера) — вокал, партия Абессалома
- 1971 — Даиси (фильм-опера) — вокал, партия Малхаза
- 2008 — Властитель тенорового Олимпа (документальный фильм)

## Память
- В Тбилиси, на доме № 31 по улице З. Палиашвили, где жил певец, в 1998 году открыта мемориальная доска.
- Учреждена премия имени З. Анджапаридзе, первым лауреатом которой стал грузинский тенор Т. Гутушвили.
- В Грузии создан фонд имени З. Анджапаридзе.
- В 2008 году, к 80-летию певца, вышла в свет книга «Зураб Анджапаридзе» (М., сост. В. Светозаров).
- В 2017 году улица Сандро Эули в районе Сабуртало в Тбилиси получила название ул. Зураба Анджапаридзе[9].